# Футбольная федерация Соломоновых Островов
Футбольная федерация Соломоновых Островов (англ. Solomon Islands Football Federation (SIFF)) — организация на Соломоновых Островах, которая занимается организацией национального чемпионата, сборных страны, поддержкой, развитием и популяризацией всего футбола в целом.

## История
Футбол был принесён на острова миссионерами и европейскими администраторами. Среди первых организаций по управлению делами футбола была Футбольная ассоциация Хониары, созданная в 1956 году, в настоящее время данная ассоциация является сильнейшей среди провинциальных ассоциаций благодаря её расположению в столице страны.
Федерация была основана в 1979 году первоначально под названием Футбольная ассоциация Соломоновых Островов. Одним из важнейших эпизодов в футбольной истории островов было вхождение федерации в состав ФИФА в 1988 году. Первый матч под эгидой ФИФА прошёл в Хониаре в 1991 году. В 1998 году в стране был внедрён футзал, а в 1999 году — женский футбол.
В 1999 году организация обрела собственный офис после долгих лет, в течение которых она арендовала офис у других организаций. В том же году федерация впервые получила впервые Программы финансовой помощи ФИФА.
В 2000 году федерация получила от ФИФА финансирование в рамках проекта Гол I, которое было использовано для реконструкции стадиона Лоусон Тама. Реконструированный стадион был открыт сэром Бобби Чарльтоном в августе 2001 года. В первом матче на обновлённом стадионе встретились национальная сборная Соломоновых Островов и сборная звёзд Хониары.
В 2005 году федерация произвела строительство комплекса Алан Боссо, в котором расзместилась Академия федерации. Финансирование было получено в рамках проекта Гол II. После строительства комплекса у федерации отпали вопросы по месту проведения технических программ, как подготовка судей и тренеров.
В 2006 году в стране был внедрён пляжный футбол и сборная страны по нему впервые приняла участие в квалификации чемпионата мира, причём с первой же попытки завоевала право участия на пляжном мундиале.

## Структура
Высшим органом управления федерации является конгресс, который собирается раз в год. Каждая провинциальная футбольная ассоциация представлена в конгрессе федерации двумя членами. К функциям конгресса относится разработка долгосрочного плана развития федерации, утверждение конституции федерации, выбор исполнительного комитета.
Исполнительный комитет федерации занимается оперативным управлением организацией с учётом политики, планов и требований конгресса федерации. Полномочия исполнительного комитета составляют четыре года. Исполнительным органом федерации является секретариат, возглавляемый генеральным секретарём. Секретариат ответственен за внедрение политики и планов конгресса федерации.

## Логотип
На логотипе Футбольной федерации Соломоновых Островов изображена буква «S», в центре которой — футбольный мяч. Справа от мяча по дуге расположены десять пятиконечных звёзд, которые символизируют десять провинциальных футбольных ассоциаций, являющихся членами федерации. Логотип федерации помимо чёрного, выполнен в синем, жёлтом и зелёном цветах, которые являются национальными цветами Соломоновых Островов.